# Drgicz
Drgicz – wieś w Polsce położona w województwie mazowieckim, w powiecie węgrowskim, w gminie Stoczek. Ma status sołectwa.
Prywatna wieś szlachecka położona była w drugiej połowie XVI wieku w powiecie kamienieckim ziemi nurskiej województwa mazowieckiego. W latach 1975–1998 miejscowość administracyjnie należała do województwa siedleckiego.
W dniu 4 marca 2019 r. przed godziną 14:00 w pobliżu wsi, w terenie leśnym, doszło do katastrofy wojskowego myśliwca MiG-29 (rok produkcji 1989) z 23. Bazy Lotnictwa Taktycznego w Mińsku Mazowieckim. Pilot, który miał wylatanych około 1200 godzin, katapultował się.
Wierni Kościoła rzymskokatolickiego należą do parafii św. Stanisława Biskupa Męczennika w Stoczku.